# هوغو ثيودور كريستوف
هوغو ثيودور كريستوف (بالألمانية: Hugo Theodor Christoph)‏ هو أمين متحف وعالم بقشريات الأجنحة ألماني، ولد في 16 أبريل 1831 في هيرنهوت في ألمانيا، وتوفي في 5 نوفمبر 1894 في سانت بطرسبرغ في روسيا.